# Aeroportul Eucla
Aeroportul Eucla (IATA: EUC, ICAO: YECL) este un aeroport din Eucla⁠(d), Australia de Vest, Australia.
Situat la o altitudine de 7 m, aeroportul dispune de o singură pistă.